# Тимченковка (Машевский район)

Тимченковка (укр. Тимченківка) — село,
Селещинский сельский совет,
Машевский район,
Полтавская область,
Украина.
Код КОАТУУ — 5323086604. Население по переписи 2001 года составляло 94 человека.

## Географическое положение
Село Тимченковка находится на левом берегу реки Тагамлык,
выше по течению на расстоянии в 0,5 км расположено село Селещина,
ниже по течению на расстоянии в 1 км расположено село Огуевка,
на противоположном берегу — село Латышовка.
Река в этом месте извилистая, образует лиманы, старицы и заболоченные озёра.